# اوگرینوچی
اوگرینوچی (به صربی: Ugrinovci) یک روستا در صربستان است. اوگرینوچی ۵۰٫۳۳ کیلومتر مربع مساحت و ۱۰٬۸۰۷ نفر جمعیت دارد و ۶۶ متر بالاتر از سطح دریا واقع شده‌است.